# Hilton (South Staffordshire)
Hilton es una parroquia civil del distrito de South Staffordshire, en el condado de Staffordshire (Inglaterra).

## Geografía
Según la Oficina Nacional de Estadística británica, Hilton tiene una superficie de 3,02 km².

## Demografía
Según el censo de 2001, Hilton tenía 240 habitantes (45,83% varones, 54,17% mujeres) y una densidad de población de 79,47 hab/km². El 27,08% eran menores de 16 años, el 69,17% tenían entre 16 y 74, y el 3,75% eran mayores de 74. La media de edad era de 35,17 años. Del total de habitantes con 16 o más años, el 25,14% estaban solteros, el 54,29% casados, y el 20,57% divorciados o viudos.
Todos los habitantes eran de raza blanca y la mayor parte (96,3%) originarios del Reino Unido. El resto de países europeos englobaban al 1,23% de la población, mientras que el 2,47% había nacido en cualquier otro lugar. El cristianismo era profesado por el 77,5%, mientras que el 8,33% no eran religiosos y el 14,17% no marcaron ninguna opción en el censo.
Había 87 hogares con residentes y 4 vacíos.